# Брас
Брас (на нидерландски: bras) – въжета, снасти на бягащия такелаж, закрепяна на нока на реята (или спинакер-гика на ветроходната яхта) и служещи за обръщане на платната по хоризонтала. Спинакер-гика има и контра-брас, провеждан от неговия нок към носа.
Всяка рея има два браса, ляв и десен, летящата бом-брам-рея няма брасове, а грот-реята на големите съдове има два браса, вървящи напред, и два, назад. Брасовете на наветрения борд на съда се наричат наветрени брасамове, брасовете от противоположния борд – подветрени.
За обозначаване на това, какви реи на коя мачта обслужват брасовете, към тяхното наименование се прибавя названието на мачтите и реите: фок-брасове, грот-брасове и т.н.
Въжето, единият край на който се закрепя в уше на бугела на нока на реята, а втория завършва в блок, през който е прокаран брас, се нарича брас-шкентел.
Обръщането на реите с помощта на брасове се натича брасовка (от глагола – брасовам).